# Monastyrek (obwód iwanofrankiwski)
Monastyrek (ukr. Монастирок) – wieś na Ukrainie, w obwodzie iwanofrankiwskim, w rejonie horodeńskim, nad Dniestrem.